# Многочлен ожерелья
Многочлен ожерелья, или функция подсчёта ожерелий Моро, предложенный Шарлем Моро, — это семейство многочленов {\displaystyle M(\alpha ,n)} от переменной {\displaystyle \alpha } такое, что:
{\displaystyle \alpha ^{n}\ =\ \sum _{d\,|\,n}d\,M(\alpha ,d).}
С помощью обращения Мёбиуса получим формулу для {\displaystyle M(\alpha ,d)}
{\displaystyle M(\alpha ,n)\ =\ {1 \over n}\sum _{d\,|\,n}\mu \!\left({n \over d}\right)\alpha ^{d},}
где {\displaystyle \mu } является классической функцией Мёбиуса.
Тесно связанным семейством, называемым обобщённый многочлен ожерелья или обобщённой функцией подсчёта ожерелий, является семейство:
{\displaystyle N(\alpha ,n)\ =\ \sum _{d|n}M(\alpha ,d)\ =\ {\frac {1}{n}}\sum _{d\,|\,n}\phi \!\left({n \over d}\right)\alpha ^{d},}
где {\displaystyle \phi } — функция Эйлера.

## СвязьMиN
Вышеприведённые формулы тесно связаны в терминах свёртки Дирихле арифметических функций {\displaystyle f(n)*g(n)} с {\displaystyle \alpha } в качестве константы.
- Формула для M даёт {\displaystyle n\,M(n)\,=\,\mu (n)*\alpha ^{n}},
- Формула для N даёт {\displaystyle n\,N(n)\,=\,\phi (n)*\alpha ^{n}\,=\,n*\mu (n)*\alpha ^{n}}.
- Их связь даёт  {\displaystyle N(n)\,=\,1*M(n)}, что эквивалентно {\displaystyle n\,N(n)\,=\,n*(n\,M(n))}, поскольку n является вполне мультиаликативны[англ.].

Из любых двух равенств вытекает третье, например:
{\displaystyle n*\mu (n)*\alpha ^{n}\,=\,n\,N(n)\,=\,n*(n\,M(n))\quad \Longrightarrow \quad \mu (n)*\alpha ^{n}=n\,M(n)}
согласно сокращению в алгебре Дирихле.

## Примеры
{\displaystyle M(1,n)=0}  если n > 1
{\displaystyle M(\alpha ,1)=\alpha }
{\displaystyle M(\alpha ,2)={\tfrac {1}{2}}(\alpha ^{2}-\alpha )}
{\displaystyle M(\alpha ,3)={\tfrac {1}{3}}(\alpha ^{3}-\alpha )}
{\displaystyle M(\alpha ,4)={\tfrac {1}{4}}(\alpha ^{4}-\alpha ^{2})}
{\displaystyle M(\alpha ,5)={\tfrac {1}{5}}(\alpha ^{5}-\alpha )}
{\displaystyle M(\alpha ,6)={\tfrac {1}{6}}(\alpha ^{6}-\alpha ^{3}-\alpha ^{2}+\alpha )}
{\displaystyle M(\alpha ,p)={\tfrac {1}{p}}(\alpha ^{p}-\alpha )}, если p простое
{\displaystyle M(\alpha ,p^{N})={\tfrac {1}{p^{N}}}(\alpha ^{p^{N}}-\alpha ^{p^{N-1}})}, если p простое

## Тождества
Многочлены удовлетворяют различным комбинаторным тождествам, которые представили Метрополис и Рота:
{\displaystyle M(\alpha \beta ,n)=\sum _{\operatorname {lcm} (i,j)=n}\gcd(i,j)M(\alpha ,i)M(\beta ,j),}
где «gcd» является наибольшим общим делителем, а «lcm» является наименьшим общим кратным. Более обще:
{\displaystyle M(\alpha \beta \cdots \gamma ,n)=\sum _{\operatorname {lcm} (i,j,\cdots ,k)=n}\gcd(i,j,\cdots ,k)M(\alpha ,i)M(\beta ,j)\cdots M(\gamma ,k),}
из чего также следует:
{\displaystyle M(\beta ^{m},n)=\sum _{\operatorname {lcm} (j,m)=nm}{\frac {j}{n}}M(\beta ,j).}

## Цикловое тождество
{\displaystyle {1 \over 1-\alpha z}\ =\ \prod _{j=1}^{\infty }\left({1 \over 1-z^{j}}\right)^{M(\alpha ,j)}}

## Приложения
Многочлены ожерелий {\displaystyle M(\alpha ,n)} появляются как:
- Число апериодических ожерелий (или, эквивалентно, слов Линдона[англ.]), которые могут быть сделаны путём расстановки n цветных бусин, имеющих α доступных цветов. Два таких ожерелья считаются равными, если они связаны вращением (но не отражением). Слово аперидические относятся к ожерельям без вращательной симметрии. Многочлен {\displaystyle N(\alpha ,n)} даёт число ожерелий, включая периодические — это число легко вычислить с помощью теоремы Редфилда — Пойи.
- Размерность n элементов свободной алгебры Ли[англ.] на α генераторах («формула Витта»[2]). Здесь {\displaystyle N(\alpha ,n)} должно быть размерностью n элементов соответствующей свободной йордановой алгебры.
- Число нормированных неприводимых многочленов степени n над конечным полем с α элементами (если {\displaystyle \alpha =p^{d}} является простой степенью). Здесь {\displaystyle N(\alpha ,n)} является числом многочленов, которые являются степенью неприводимого многочлена.
- Экспонента в цикловом тождестве[англ.].